# Бабино (Белорусская железная дорога)
Ба́бино (бел. Ба́біна) — остановочный пункт пассажирских поездов пригородного сообщения в Бобруйском районе (Могилёвская область, Белоруссия).
Расположен между железнодорожными станциями Березина и Савичи (отрезок Осиповичи — Жлобин железнодорожной линии Минск — Гомель). Действует пригородное пассажирское сообщение электропоездами по маршруту Осиповичи — Жлобин, а также дизель-поездом по маршруту Рабкор — Жлобин.
Примерное время в пути со всеми остановками от ст. Осиповичи I — 1 ч. 9 мин., от ст. Жлобин — 1 ч. 15 мин.
Ближайшие населённые пункты — деревни Бабино-1 и Бабино-2 (расположены примерно в 3,5 и 3 км к северо-востоку и востоку от остановочного пункта соответственно). Кроме того, недалеко от платформы расположены садоводческие товарищества.
Билетная касса в здании платформы отсутствует; билет на проезд можно оплатить у кассиров (поезда на данном участке сопровождаются кассирами) или приобрести онлайн.